# Colegiul Național „Alexandru Papiu Ilarian” din Târgu Mureș
Colegiul Național „Alexandru Papiu Ilarian” este un liceu teoretic multicultural, cu profil real și uman din Târgu Mureș, în care în prezent educația se desfășoară atât în limba română, cât și în limba germană. Școala poartă numele lui Alexandru Papiu Ilarian, iar în fața liceului este amplasat un bust al acestuia sculptat de către Ion Schmidt Faur.

## Istoric
Clădirea actualului colegiu național a fost edificată în timpul Imperiului Austro-Ungar după planurile arhitectului Sándor Radó, din ordinul primăriei conduse de György Bernády, pentru Școala Superioară de Fete (în maghiară Felsőbb Leányiskola). Începerea construcției s-a hotărât în principiu de către consiliul local în sedinta din 28 februarie 1911. Aici s-a aprobat și contractul de cumpărare a celor patru case din Piața Bem József care erau pe acel teren suma totală fiind de 35 000 coroane.
Construcția școlii a început la 1 septembrie 1912 de catre firma "Grünwald és Schiffer" din Budapesta, căreia i s-a pus condiția ca într-un an să fie terminată clădirea pentru ca in septembrie 1913 să se poată deschide noul an școlar pentru Școala Superioară de Fete. Clădirea are forma literei U cu deschiderea spre strada Crizantemelor, este o cladire vastă având 112 incăperi. Întreg edificiul a costat 939.250 coroane și ocupă un teren de 2.790 m². Lungimea clădirii este de 60 m iar lățimea este de 45,5 m, curtea având o suprafață de 6.000 m2. Lucrările de construcție s-au încheiat repede și la 1 septembie 1913 clădirea a fost predată directorului institutului de învățământ, prof. Károly Szerény.
În timpul primului război mondial cea mai mare parte a clădirii a fost ocupata de spitalul militar, cursurile liceale desfasurandu-se doar in sălile de clasă și laboratoarele de la etajul II si de la mansardă. În 1916 Primăria, datorită greutăților războiului și din lipsa de fonduri a hotărât predarea clădirii Ministerului de Culte si Instructiunii Publice de la Budapesta.
După ocuparea Transilvaniei în 1918 școala a fost preluată în proprietatea statului român, iar la 3 octombrie 1919 isi deschide cursurile Liceul "Al. Papiu Ilarian", prima institutie de invatamant liceal în limba română de pe valea superioară a Mureșului. Între 1940 și 1944, instituția fost restructurată și a început activitatea Școala Supremă de Comerț cu predare în limba maghiară. La 1 octombrie 1944 si-a reluat cursurile în limba română, iar pana in 1948 a functionat ca liceu de baieti ulterior devenind un liceu mixt cu predare atât în limba maghiară, cât și în limba română.
Prin ordinul Ministerului Educatiei Nationale Nr. 3647 din 15.04.1999 liceul "Al. Papiu Ilarian" a fost ridicat la rangul de "Colegiu National". În 2005 secția în limba maghiară a fost mutată la Liceul Teoretic Bolyai Farkas.

## Absolvenți renumiți
- Radu Banciu (n. 1970), jurnalist, consul;
- Ladislau Bölöni (n. 1953), medic stomatolog, jucător de fotbal, antrenor;
- György Frunda (n. 1951), avocat, fost deputat și senator de Mureș, fost membru al Comisiei Drepturilor Omului în Consiliul Europei;
- Ovidiu Papadima (1909-1996), eseist, istoric literar, cronicar literar și folclorist.
- József Spielmann⁠(hu)[traduceți] (1917-1986), profesor universitar la IMF din Târgu Mureș

## Profesori renumiți
- Endre Antalffy (1877-1958), scriitor, lingvist, orientalist, istoric literar, traducător[2]

## Galerie foto

Vedere din anul 1918 a „Liceului Al. Papiu Ilarian”
Vedere din anul 1925 a liceului
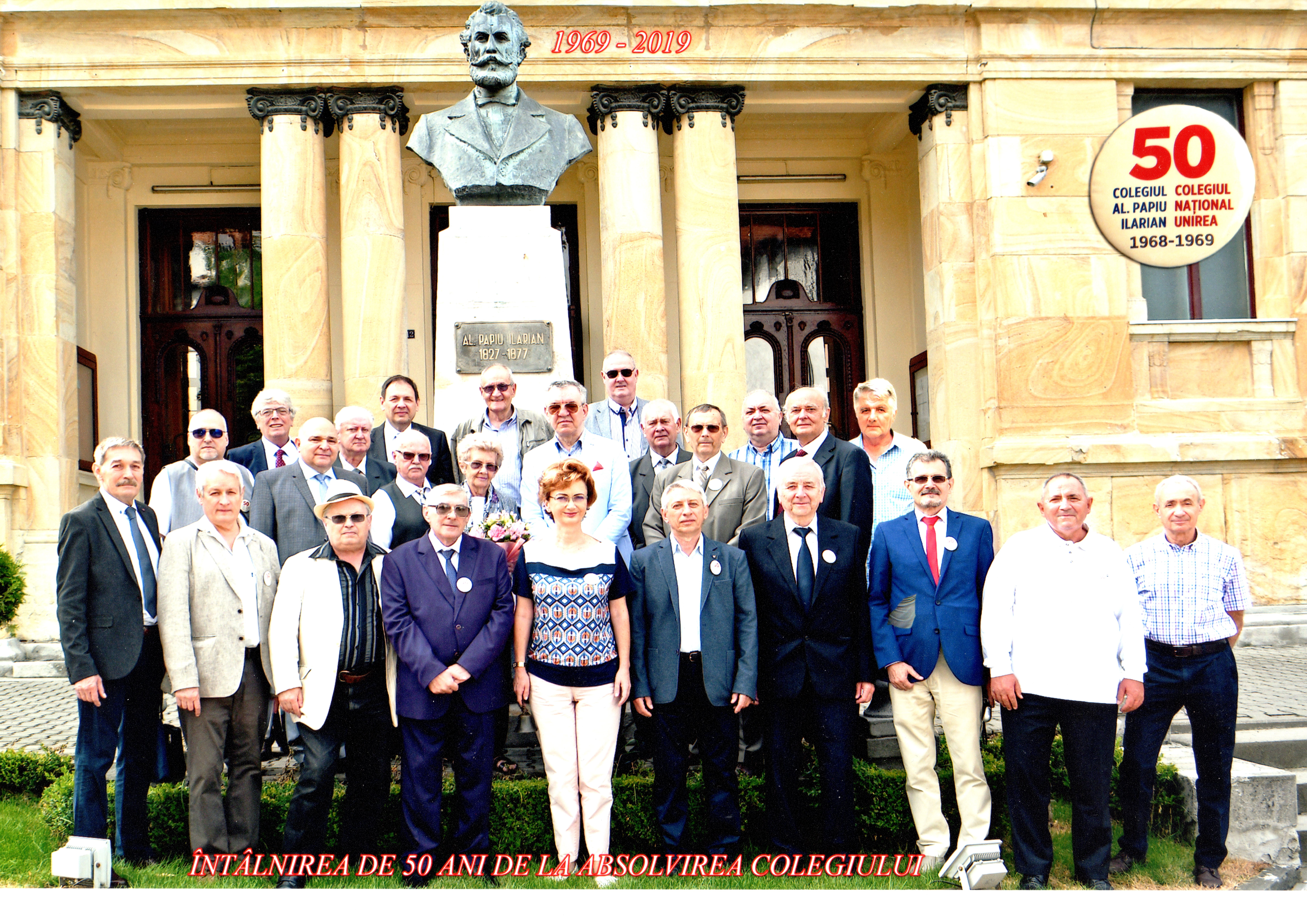
Promoția 1969 la întâlnirea de 50 de ani în anul centenarului liceului